# Energy Centre
Energy Centre, ubicado en el Central Business District de Nueva Orleans, Luisiana, es un rascacielos de 39 pisos y 162 metros de altura diseñado por HKS, Inc.. Es el cuarto edificio más alto tanto de Nueva Orleans como del estado de Luisiana.  

## Historia
En noviembre de 2003, el edificio fue adquirido por Behringer Harvard (TIER REIT) por 68,5 millones de dólares.
El edificio sufrió daños menores durante el huracán Katrina en agosto de 2005. Algunas ventanas cerca de la parte superior de la torre fueron destruidas, sin embargo, estas ventanas eran en su mayoría ventanas falsas que cubren los sistemas de control de clima en el techo. Los techos de los aleros del nivel de la calle resultaron gravemente dañados. Las reparaciones del edificio se completaron en 2010.
En agosto de 2013, New Orleans CityBusiness informó que Hertz, una empresa con sede en California, e inversores locales anónimos estaban en proceso de comprar el Energy Centre, cuya construcción se esperaba para septiembre de ese año. En julio de 2014, el Jacksonville Daily Record informó que Hertz había comprado la torre.
En marzo de 2024, NOLA.com informó que Hertz entró en mora al no poder pagar la hipoteca de la torre, de 56,5 millones de dólares, en octubre de 2023. El edificio fue objeto de una ejecución hipotecaria en agosto de 2024 y fue comprado por Triangle Capital Group, con sede en Nueva York, en noviembre de 2024.